# Derby Museum and Art Gallery
Le musée de Derby, en anglais Derby Museum and Art Gallery, est le musée municipal de la ville de Derby, en Angleterre. Fondé en 1879, il occupa longtemps un immeuble dû à l'architecte Richard Knill Freeman, offert à la municipalité par le brasseur Michael Thomas Bass et qui continue aujourd'hui à abriter la bibliothèque centrale. Dans son bâtiment actuel, à côté de l'ancien, le musée expose ses collections consacrées à divers aspects de l'environnement et de l'histoire de Derby, sciences naturelles, archéologie, porcelaines de la Royal Crown Derby, industries, histoire militaire, ainsi qu'un riche ensemble de tableaux des XVIIIe et XIXe siècles et en particulier d'œuvres de Joseph Wright of Derby, peintre natif de la ville. La partie consacrée à la peinture a été ouverte en 1882.

## Histoire

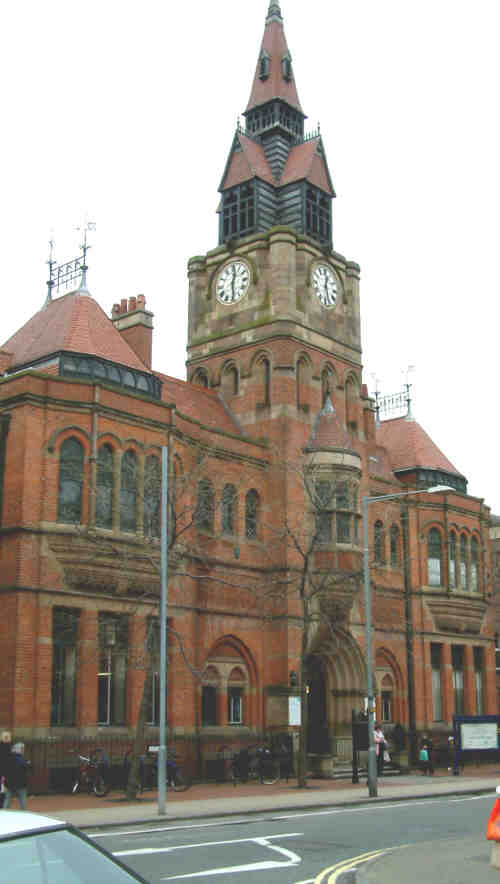
Premier bâtiment du musée, aujourd'hui principalement occupé par la bibliothèque centrale de Derby.

L'origine du musée remonte à la formation du Derby Town and County Museum and Natural History Society (« musée et société d'histoire naturelle du comté et de la ville de Derby »), le 10 février 1836. Bien que la société se réunît au bains publics de Full Street, c'était un club privé, financé par les cotisations de ses membres. Ses collections se constituèrent à partir de donations, à commencer par celle du Dr Forrester, ancien président de la Société philosophique de Derby. Le mécène en était le duc de Devonshire, William Cavendish, et le président George Harpur Crewe, naturaliste passionné. Le lieutenant-colonel George Gawler fit don d'une collection de minéraux et d'oiseaux exotiques naturalisés, dont un albatros rapporté de l'Australie-Méridionale dont il avait été gouverneur. En 1839, se tint à l'institut de mécanique la première exposition de Derby. Plusieurs des nombreux objets qui y furent présentés, issus notamment des collections du philanthrope Joseph Strutt, devaient aboutir dans les collections du musée. En 1840, le club emménagea dans les salons de l'Athénée, sur Victoria Street.
Les collections du club s'agrandissaient. En 1856, son président William Mundy proposa une première fois de les céder à la municipalité, mais l'offre fut rejetée. L'année suivante, l'artiste Llewellyn Jewitt devint secrétaire du club et le musée s'ouvrit au public le samedi matin. En 1858, après avoir fusionné avec la Société philosophique de Derby, le club s'installa dans une demeure du Wardwick. Le déménagement incluait les 4 000 volumes de la bibliothèque de la société, ses instruments mathématiques et scientifiques et sa collection de fossiles. En 1863, le botaniste Alexander Croall fut nommé bibliothécaire et conservateur et l'année suivante, le musée et la bibliothèque furent réunis. Croall quitta ses fonctions en 1875 pour devenir conservateur du Stirling Smith Museum and Art Gallery, en Écosse. Le Derby Town and County Museum fut finalement intégré au patrimoine communal en 1870, mais des problèmes d'espace empêchèrent d'exposer les collections immédiatement. Elles passèrent trois ans entreposées avant que le musée soit enfin ouvert au public, le 28 juin 1879. La section de peinture fut ouverte en 1882 et, en 1883, l'installation de l'électricité permit la mise en place d'un nouvel éclairage.
En 1936, Alfred Goodey, qui avait été collectionneur d'art pendant cinquante ans, fit don d'un important ensemble de tableaux. À sa mort, en 1945, il laissa 13 000 £ pour agrandir les locaux. L'extension, achevée en 1964, abrite le musée d'aujourd'hui. Une rénovation partielle des bâtiments nouveaux et anciens a été entreprise en 2010-2011. En janvier 2011, le conseil municipal a pris la décision d'utiliser le nom de Joseph Wright of Derby pour affirmer l'image de marque de la ville. Simultanément, le musée a annoncé qu'il allait « joindre ses forces » à celle de Wikipédia pour améliorer la qualité des informations données au public,. Cette collaboration a notamment conduit à l'utilisation du système QRpedia, qui permet aux visiteurs de consulter dans la langue de leur choix les articles Wikipédia disponibles sur les objets exposés. En février 2011, le conseil des musées, bibliothèques et archives d'Angleterre (abrégé MLA en anglais) a décerné au musée de Derby un designated status qui consacre l'importance nationale de sa collection de peintures et dessins de Joseph Wright.

## Musée

### Derby et le siècle des Lumières
Le musée s'attache à rendre compte de la place particulière occupée par Derby durant le siècle des Lumières, période qui vit les évolutions de la science et de la philosophie remettre en cause l'autorité de la monarchie de droit divin. Dans la diversité des courants des Lumières, depuis celui essentiellement philosophique des Lumières écossaises, fondées sur les idées de David Hume, jusqu'aux mouvements politiques qui culminèrent dans la Révolution française, alors que Birmingham connaissait un essor qui l'a fait décrire comme la « Silicon Valley » du XVIIIe siècle, les Midlands ont été le lieu de rencontre de nombreux acteurs-clés du développement industriel et scientifique. On peut notamment citer les membres de la Lunar Society, parmi lesquels Erasmus Darwin, Matthew Boulton, Joseph Priestley et Josiah Wedgwood, ainsi que leur correspondant américain Benjamin Franklin.
Une vitrine est consacrée à Erasmus Darwin, fondateur en 1783, après son installation dans la ville, de la Société philosophique de Derby, club qui contribua en particulier à la création de la première bibliothèque de la cité. En 1859, Charles Darwin, son petit-fils, approfondissait l'entreprise des Lumières en publiant De l'origine des espèces. Mais c'est à un natif de Derby, son ami Herbert Spencer, considéré comme l'un des fondateurs de la sociologie, que revient la paternité de l'expression the survival of the fittest (« la survie du plus apte »).

### Portée de l'œuvre de Joseph Wright

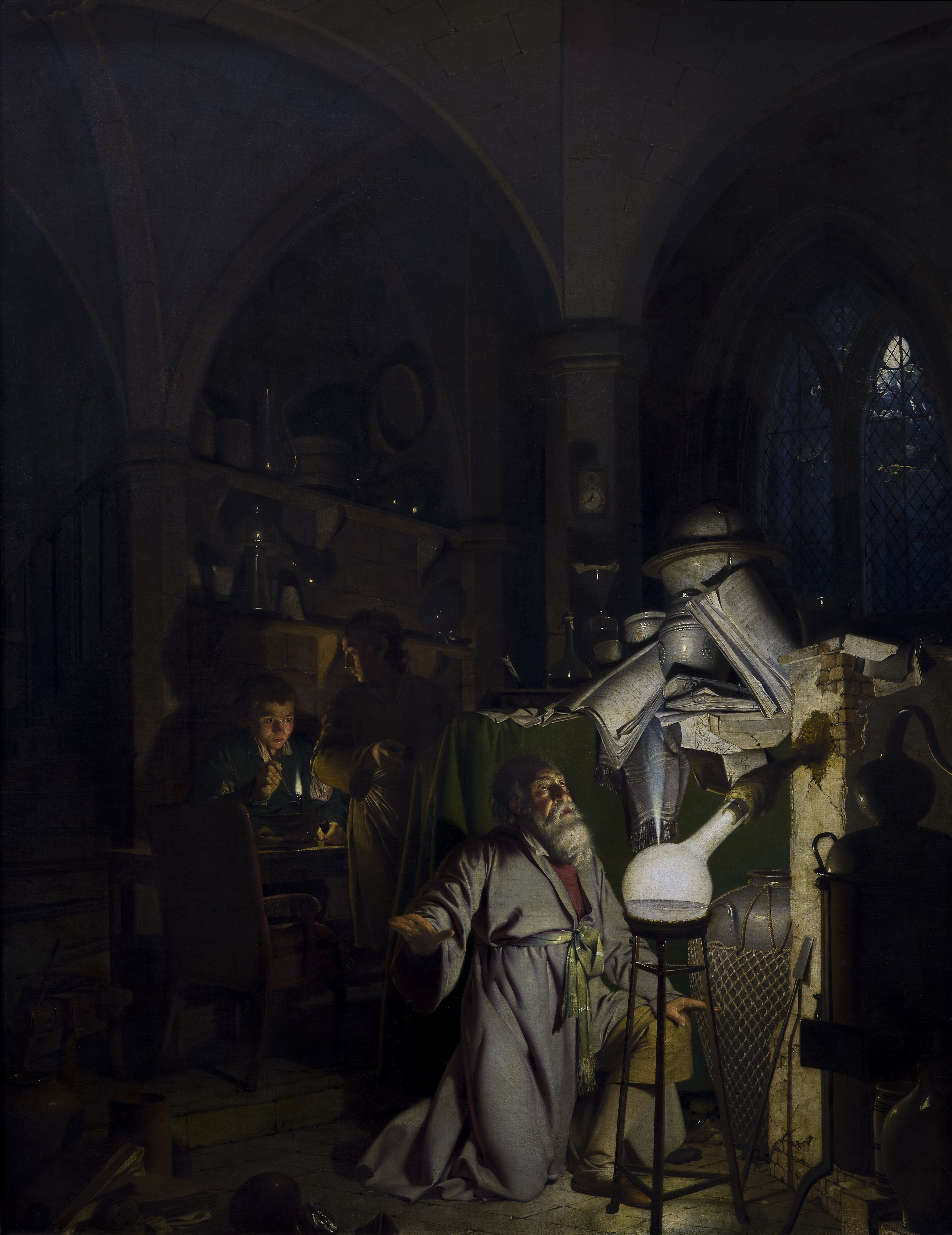
L'Alchimiste découvrant le phosphore, de Joseph Wright (1771).

Le musée de Derby possède plus de trois cents esquisses, trente-quatre tableaux et plusieurs documents de la main de Joseph Wright. Certains des tableaux, remarquables par leur utilisation du clair-obscur, représentent des membres de la Lunar Society. L'une des œuvres, intitulée L'Alchimiste découvrant le phosphore (1771), décrit la découverte de l'élément phosphore par l'alchimiste allemand Hennig Brand, en 1669 : dans un ballon, une grande quantité d'urine a été portée à ébullition ; un éclair de lumière marque l'instant où le phosphore, présent dans l'urine, prend feu au contact de l'air.

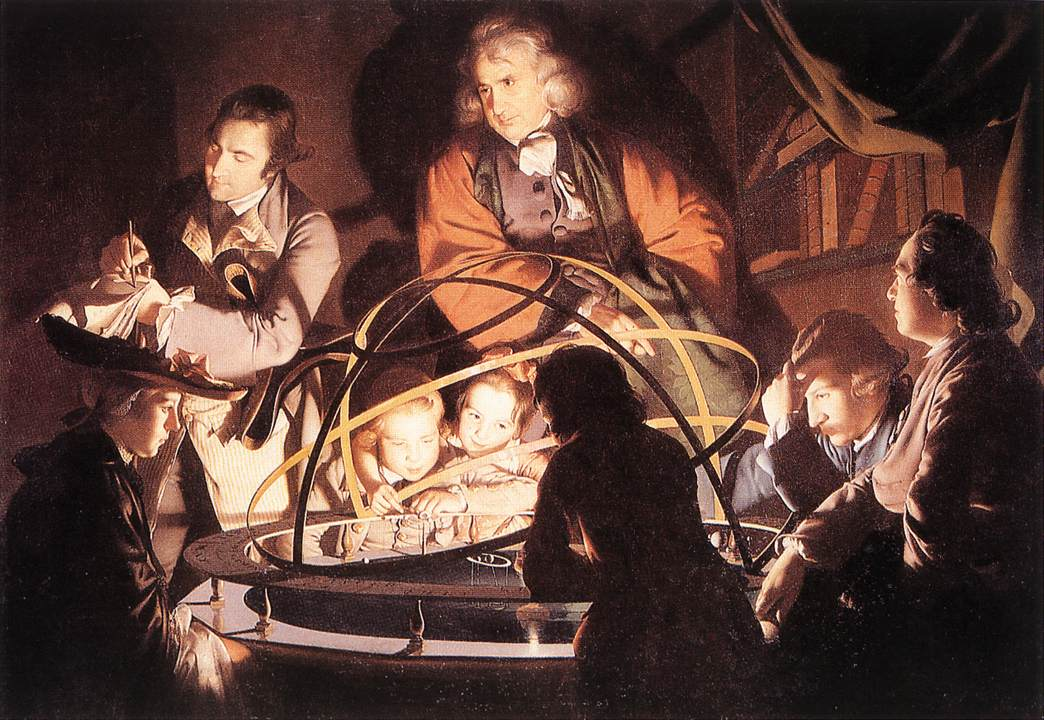
Philosophe faisant un exposé sur le planétaire, de Joseph Wright (1766).

Au centre du musée, devant le tableau Philosophe faisant un exposé sur le planétaire, est exposé un planétaire moderne, instrument utilisé pour décrire le mouvement des planètes autour du soleil. Il est possible que le tableau ait été inspiré par le scientifique, astronome et conférencier James Ferguson, qui assura une série de conférences à Derby en juillet 1762. Ces conférences prenaient appui sur son ouvrage Leçons sur divers sujets de mécanique, d'hydrostatique, d'hydraulique, de pneumatique et d'optique, publié en 1760. Pour illustrer son propos, il utilisait divers instruments, machines et maquettes. Joseph Wright assista certainement aux exposés de Ferguson, d'autant plus que des billets pour y aller étaient disponibles chez John Whitehurst, son proche voisin, horloger et scientifique. Le peintre a d'ailleurs sûrement fait appel aux connaissances pratiques de John Whitehurst pour en savoir plus sur le planétaire et son mode de fonctionnement.
On considère que ces tableaux, qui montrent des expériences concrètes, ont aussi un sens métaphorique : ainsi l'incandescence du phosphore devant un personnage en prière ferait écho à la transition houleuse de la conception religieuse à l'interprétation scientifique du monde. Ces œuvres correspondent à un temps fort dans l'entreprise scientifique qui commençait à miner le pouvoir de la religion dans les sociétés occidentales. Quelques années plus tard, des scientifiques devaient se retrouver victimes des contrecoups de la Révolution française, aboutissement politique de la pensée des Lumières. En 1794, Joseph Priestley, membre de la Lunar Society, quitta l'Angleterre après que son laboratoire de Birmingham fut détruit et sa maison brûlée par la foule en colère, parce qu'il soutenait ouvertement la république d'outre-Manche ; en France, le chimiste Antoine Lavoisier fut guillotiné à l'apogée de la Terreur.

### Autres artistes
À côté des tableaux de Joseph Wright, le musée expose également des œuvres de Benjamin West, Ernest Ellis Clark, Harold Gresley, Alfred John Keene, Georg Holtzendorff, David Payne, George et William Lakin Turner, William Wood, Ernest Townsend, Samuel et Louise Rayner.

### Salon de Bonnie Prince Charlie

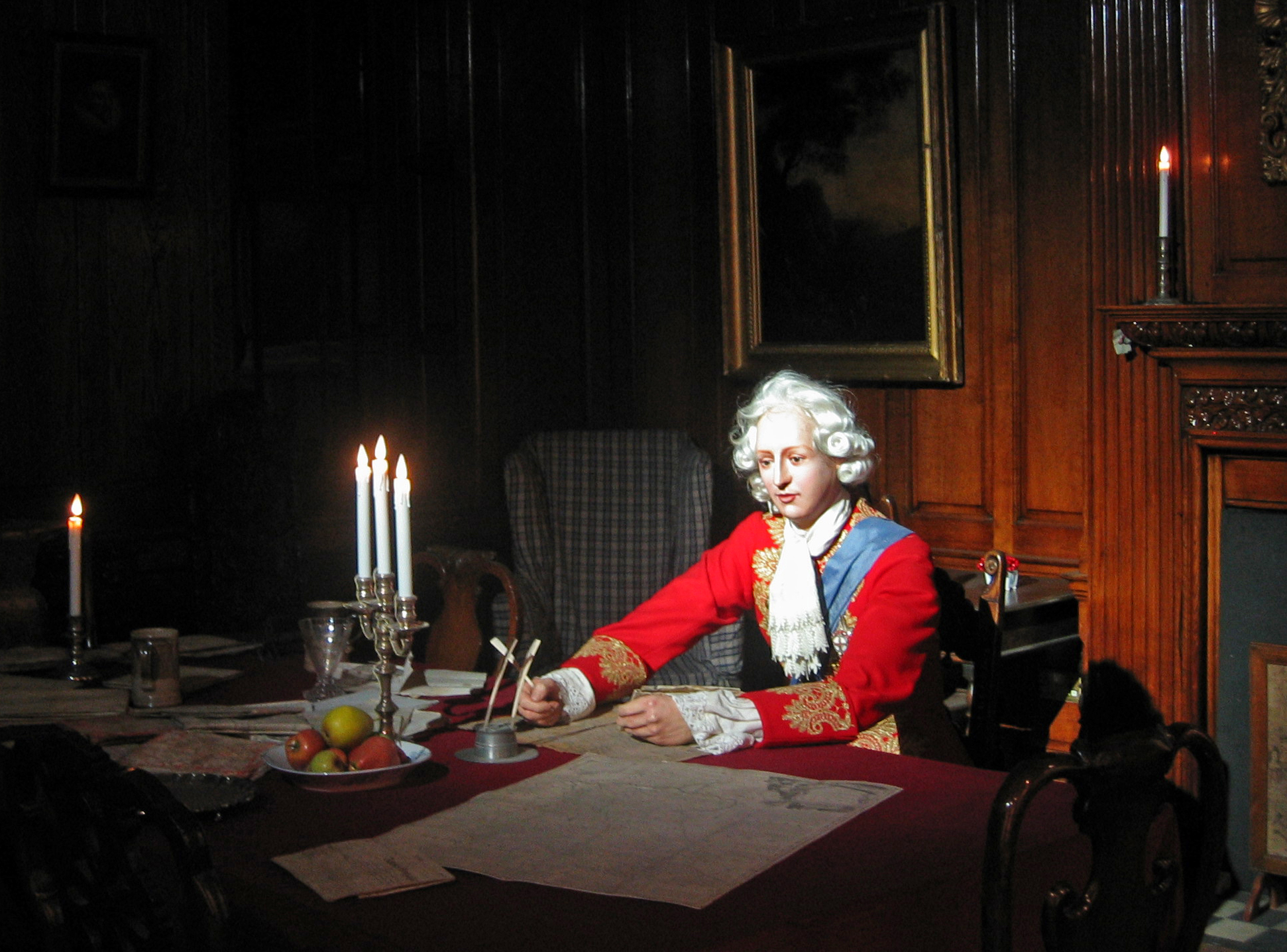
Le salon de Bonnie Prince Charlie aujourd'hui.

Le musée abrite une reconstitution du salon d'Exeter House, à Derby, où Charles Édouard Stuart, dit Bonnie Prince Charlie, réunit en 1745 son « conseil de guerre », lors de sa tentative de conquête du trône d'Angleterre. Le lambrissage est d'origine : lors de la démolition d'Exeter House, en 1854, les lambris furent apportés au musée, qui reçut par la suite en don des objets faisant partie de l'ancienne demeure. La reine Victoria elle-même offrit une lettre originale du jeune prétendant, issue de sa propre collection.